# 599 Luisa
599 Luisa је астероид главног астероидног појаса са пречником од приближно 64,87 .
Афел астероида је на удаљености од 3,585 астрономских јединица (АЈ) од Сунца, а перихел на 1,958 АЈ.
Ексцентрицитет орбите износи 0,293, инклинација (нагиб) орбите у односу на раван еклиптике 16,662 степени, а орбитални период износи 1685,554 дана (4,614 године).
Апсолутна магнитуда астероида је 8,71 а геометријски албедо 0,137.
Астероид је откривен 25. априла 1906. године.